# Izland folyóinak listája

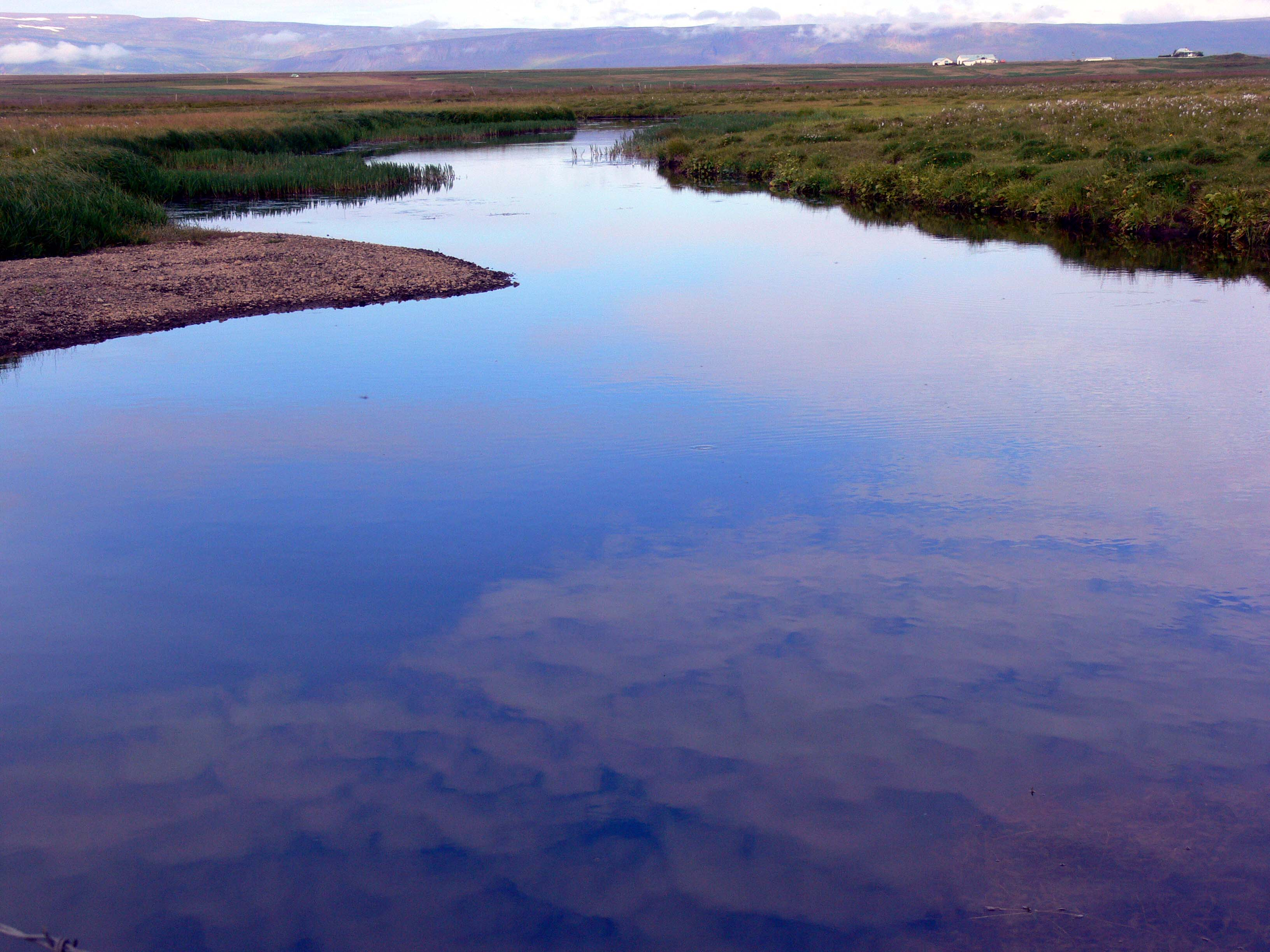
A Vatnasdalur Észak-Izlandon

Izlandon nincsenek igazán hosszú folyók. Hajózási szempontból a sziget folyóinak egyike sem jelentős, mivel az Izlandi-felföldről, tehát a sziget közepe felől eredő folyók mentén alig találhatók települések. Izland folyói a következők:

## Dél-Izland
- Hvítá (Árnessýsla)
- Krossá
- Kúðafljót
- Markarfljót
- Múlakvísl
- Ölfusá
- Rangá
- Skeiðará
- Sog
- Þjórsá (A leghosszabb (230 km) folyó a szigeten)
- Tungnaá

## Nyugat-Izland
- Hvítá (Borgarfjörður)
- Norðurá (Borgarfjörður)
- Fossá

## Nyugati-fjordok
- Dynjandi
- Staðará (Steingrímsfirði)

## Észak-Izland
- Blanda
- Eyjafjarðará
- Eystri Jökulsá
- Fnjóská
- Glerá
- Héraðsvötn
- Hörgá
- Jökulsá á Fjöllum
- Laxá
- Norðurá (Skagafjarðarsýsla)
- Skjálfandafljót
- Vatnsdalur

## Kelet-Izland
- Lagarfljót
- Jökulsá á Dal
- Jökulsá í Fljótsdal

## Fordítás
Ez a szócikk részben vagy egészben  a   List of rivers of Iceland című angol Wikipédia-szócikk ezen változatának fordításán alapul.  Az eredeti cikk szerkesztőit annak laptörténete sorolja fel. Ez a jelzés csupán a megfogalmazás eredetét és a szerzői jogokat jelzi, nem szolgál a cikkben szereplő információk forrásmegjelöléseként.